# Bang!
Bang! ist ein thematisch im Wilden Westen angesiedeltes Kartenspiel für 4 bis 7 Spieler. Entwickelt wurde es von Emiliano Sciarra, für die Spielgrafik zeichnet Alex Pierangelini verantwortlich. Erstmals erschien das Spiel 2002 in Italien bei daVinci Games, 2005 veröffentlichte  Abacusspiele eine deutsche Version. Mittlerweile wurden weltweit über 500.000 Exemplare verkauft.

## Spielprinzip
In Bang! wird eine typische Italowestern-Schießerei („Shootout“) mittels Karten ausgetragen. Die Spieler übernehmen eine von vier klassischen Westernrollen und müssen versuchen, durch Ausspielen von bestimmten Karten ihre Gegner zu treffen und umgekehrt gegnerischen Kugeln auszuweichen. Die Verteilung der Rollen ist den Spielern anfänglich weitestgehend unbekannt, zudem kann jeder Spieler nur benachbarte Spieler innerhalb einer bestimmten „Reichweite“ angreifen.

## Spielablauf
Zu Beginn einer Partie erhält jeder Spieler verdeckt eine Rolle zugeteilt. Es gibt insgesamt vier Rollen, die – je nach Spielerzahl – unterschiedlich oft im Spiel vertreten sind: 
- Sheriff (1 Spieler), die Hauptfigur des Spiels
- Hilfssheriff (Deputy, 0–2 Spieler)
- Outlaw („Gesetzloser“, 2–3 Spieler)
- Kopfgeldjäger (in der englischen Version Renegade, 1 Spieler).

Die Rollen bestimmen die Zusammenarbeit und die Zielsetzung der Spieler: Der Sheriff und die Hilfssheriffs bilden ein Team, sie kämpfen gemeinsam gegen die Outlaws und den Kopfgeldjäger. Die Outlaws bilden ihrerseits ebenfalls ein Team und versuchen, den Sheriff zu töten. Der Kopfgeldjäger schließlich kämpft alleine gegen alle und gewinnt nur, wenn er der letzte Überlebende ist. 
Mit Ausnahme des Sheriffs wird die Rollenverteilung geheim gehalten. Die Spieler müssen also anhand der gespielten Aktionen schlussfolgern, welche der Mitspieler Verbündete und welche Gegner sind, wodurch das Spiel ein deduktives Element erhält.
Zusätzlich erhält jeder Spieler eine ebenfalls zufällig gezogene Personenkarte. Sie wird offen auslegt und verleiht dem entsprechenden Spieler einen besonderen Vorteil, beispielsweise die Möglichkeit, zusätzliche Karten zu ziehen. Die Personenkarten zeigen Figuren, die zum Teil Anspielungen auf historische und fiktive Persönlichkeiten des Wilden Westens sind, etwa Bart Cassidy (Butch Cassidy), Jesse Jones (Jesse James) oder Lucky Duke (Lucky Luke).
Die Schießerei wird nun mittels der insgesamt 103 Spielkarten ausgetragen. Zu Beginn seines Zuges zieht ein Spieler zwei neue Karten und spielt anschließend beliebig viele der Handkarten aus. Im Vordergrund stehen dabei die titelgebenden „BANG!“-Karten: Sie ermöglichen einem Spieler, auf einen Gegner zu schießen, sofern sich dieser in Schussweite befindet. Weitere Karten erlauben beispielsweise das Abwehren von Angriffen („Fehlschuss!“-Karten, Fässer), das Erhöhen der eigenen Schussweite (Pferde, bessere Waffen) oder das Erhöhen der Lebenspunkte („Bier“). Kann ein Spieler einen Angriff nicht abwehren, wird seine Figur getroffen und verliert damit einen von anfänglich 3 bis 5 Lebenspunkten (je nach Personenkarte und Rolle). Stirbt eine Figur, scheidet der jeweilige Spieler aus dem Spiel aus. 
Das Spiel kann auf dreierlei Weise enden: Sind alle Outlaws und der Kopfgeldjäger aus dem Spiel, gewinnen der Sheriff und die Hilfssheriffs. Der Kopfgeldjäger gewinnt, wenn er als letzter übrig bleibt (er also den Sheriff tötet, nachdem alle Outlaws und die Hilfssheriffs ausgeschieden sind). Ansonsten sind die Outlaws die Sieger.

## Erweiterungen

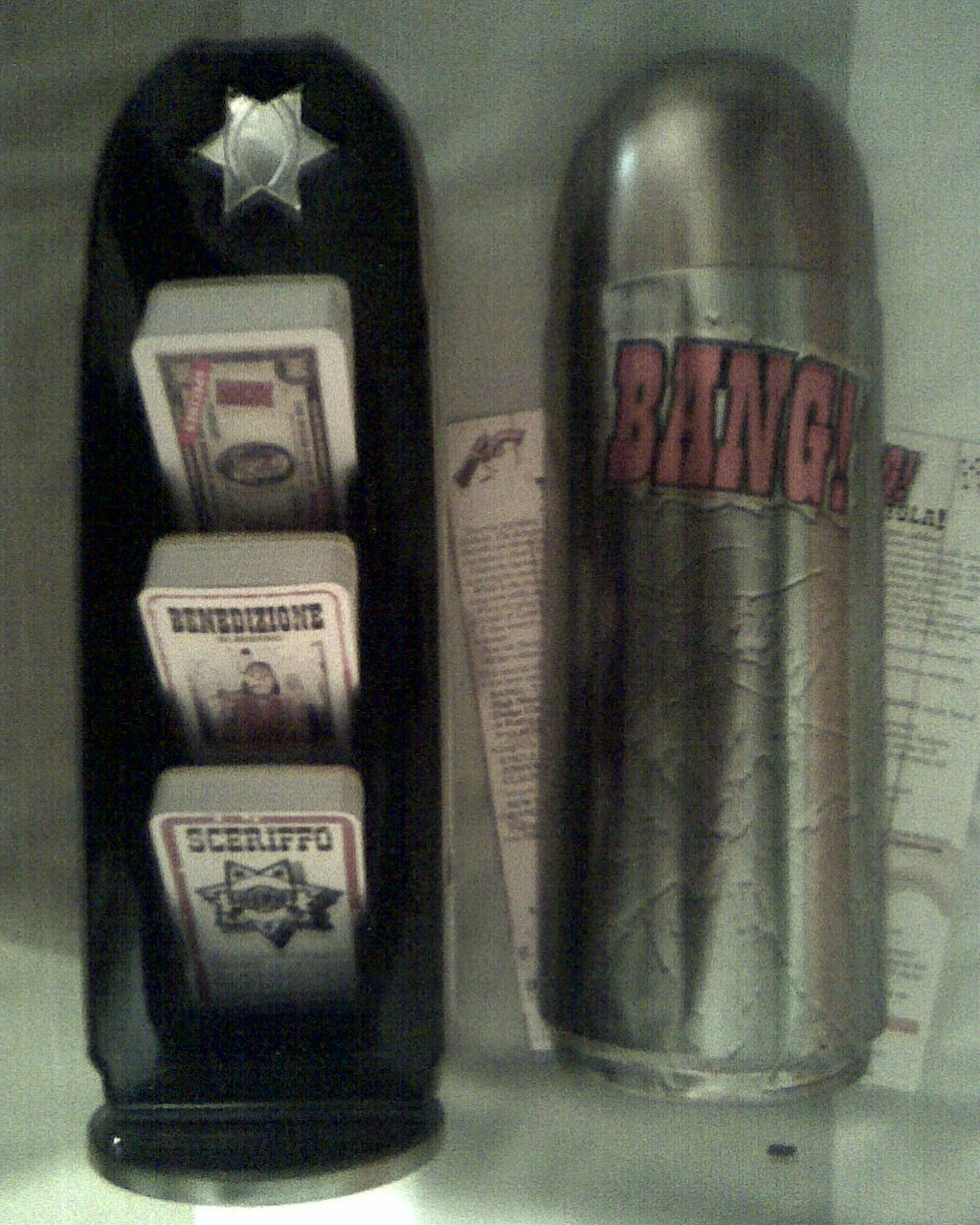
Sammelbox Bang! The Bullet!

Zu Bang! sind bisher vier Erweiterungen erschienen. Sie ergänzen das Spiel um zusätzliche Karten und neue Spielelemente und lassen sich unabhängig voneinander mit dem Grundspiel kombinieren. Die Titel der ersten drei Erweiterungen sind zudem Anspielungen auf die englischen Titel bekannter Westernfilme.
- High Noon (2003, engl. Titel des Films Zwölf Uhr mittags) enthält 13 spezielle Ereigniskarten, die vom Sheriff zu Beginn seines Zugs gespielt werden. Sie zeigen bestimmte Regelmodifikationen, die jeweils eine Runde lang gelten.
- Dodge City (2004, engl. Titel des Films Herr des wilden Westens) ergänzt das Spiel um 15 neue Figuren, zusätzliche Rollenkarten und 40 neue Spielkarten. Mit dieser Erweiterung können bis zu 8 Spieler teilnehmen, weiterhin existiert eine Sonderregel für das Spiel mit 3 Spielern.
- A Fistful Of Cards (2005, Anspielung auf den engl. Titel des Films Für eine Handvoll Dollar) enthält 15 neue Ereigniskarten.
- Wild West Show (2010) erweitert das Spiel um 8 neue Figuren und 10 Spielkarten.
- Gold Rush (2011) enthält neue Charakterkarten und Ausrüstungskarten mit denen die ebenfalls enthaltenen Goldnuggets gekauft werden können und die Spieler mit weiteren Fähigkeiten ausstattet.
- The Valley of Shadows (2011)
- Armed & Dangerous (2018) enthält 8 neue Charakterkarten und 24 neue Spielkarten mit einer neuen Mechanik. Diese können, durch ebenfalls beiliegende Ladungsmarker, nur begrenzte Zeit benutzt werden, sind dafür aber mächtiger.

2007 wurde eine Deluxe-Edition mit dem Titel Bang! The Bullet! veröffentlicht, in der die drei ersten Erweiterungen sowie mehrere Sonderkarten enthalten sind. Der Titel bullet (dt. Projektil) dieser Version bezieht sich auf die Spielverpackung in Form einer großen Patrone. Weiterhin gibt es eine in Deutschland nicht erschienene Erweiterung mit dem Titel Face Off (2005). Dabei handelt es sich um eine Brettspielumsetzung für zwei Spieler, für die allerdings die Karten des Grundspiels und optional auch die der Erweiterungen benötigt werden.

## Eigenständige Spiele
Das Spielprinzip von Bang! bildet die Grundlage für weitere eigenständige Spiele, unter anderem:
- Samurai Sword (2012), auch Bang! – Samurai Sword, ist ein eigenständiges Kartenspiel, das auf Bang! basiert und dessen Spielsystem verwendet. Den Hintergrund des Spiels bildet das mittelalterliche Japan, wo die Spieler unter anderem als Samurai und Ninja gegeneinander antreten. Eine wesentliche spieltechnische Neuerung ist, dass Spieler nicht mehr vorzeitig ausscheiden können, sondern lediglich Ehrenpunkte abgeben müssen: Spielautor Emiliano Sciarra nahm sich damit eines häufig genannten Kritikpunkts von Bang! an.[2]

- Mit Bang! – The Dice Game erschien 2013 ein weiteres eigenständiges Spiel, das auf dem Kartenspiel basiert, jedoch mit fünf speziellen Würfeln gespielt wird. Die Autoren dieses Spiels sind Michael Palm und Lukas Zach.[3] Zum Würfelspiel existieren inzwischen ebenfalls eigene Erweiterungen.

- 2015 erschien mit Bang! The Duel eine reine Zwei-Spieler-Adaption des Spiels.

## Kritiken und Auszeichnungen
Die Kritiken zu Bang! fielen unterschiedlich, aber zumeist sehr positiv aus. Viele Rezensenten lobten das Spiel als kurzweiliges, unkompliziertes „Spiel für Zwischendurch“, das die Italowestern-Thematik gelungen umsetzt, wobei der Spielspaß mit der Spielerzahl zunimmt. Auf geteilte Meinungen stießen der hohe Glücksanteil sowie das mögliche frühzeitige Ausscheiden einzelner Spieler.
Das Spiel wurde unter anderem mit dem Origins Award 2003 als „Bestes traditionelles Kartenspiel“ und für die „Beste Grafik in einem Kartenspiel“ ausgezeichnet.